# Chaitanya Tamhane
Chaitanya Tamhane (nacido el 1 de marzo de 1987) es un cineasta indio, conocido por el drama judicial marathi Court de 2014. Se anunció como la presentación oficial de la India para la 88.ª edición de los Premios de la Academia en la categoría de Mejor Película en Lengua Extranjera. La película examina el sistema legal indio a través del juicio de un anciano cantante de folk en un tribunal inferior en Mumbai.
Court es el debut como directora de Tamhane en un largometraje . Su trabajo anterior incluye el cortometraje Six Strands, del cual también fue escritor y director, además de productor. Por Court, Tamhane fue nominado a mejor guionista en los 9th Asian Film Awards y ganó como mejor director en el 16th Mumbai Film Festival, entre muchos otros premios y honores. En 2018, Tamhane se desempeñó como productora creativa de la película kannada Balekempa.
El segundo largometraje de dirección de Tamhane, El discípulo (2020), se estrenó en el 77.º Festival Internacional de Cine de Venecia. En Venecia, la película ganó el premio FIPRESCI presentado por la Federación Internacional de Críticos de Cine (FIPRESCI, abreviatura de Federation Internationale de la Presse Cinematographique) y el premio al Mejor Guion.
Tamhane participó en la Iniciativa Artística Rolex, siendo el protegido de Alfonso Cuarón durante el rodaje de Roma, esto resultó en que Cuarón fuera el Productor Ejecutivo de El discípulo.

## Filmografía
| Año  | Título            | Acreditado como | Acreditado como | Acreditado como | Notas                           |
| Año  | Título            | Director        | Escritor        | Productor       |                                 |
| ---- | ----------------- | --------------- | --------------- | --------------- | ------------------------------- |
| 2011 | Six Strands       | Sí              | Sí              | Sí              | Cortometraje                    |
| 2014 | Court             | Sí              | Sí              | No              |                                 |
| 2017 | Death of a Father | No              | No              | Sí              | Cortometraje, director creativo |
| 2020 | El discípulo      | Sí              | Sí              | No              | También editor                  |

## Premios
- Corte al Mejor Largometraje en la 62.ª edición de los Premios Nacionales de Cine, 2015
- Mejor Corte de Cine en el Festival Internacional de Cine Independiente de Buenos Aires, 2015.[9]
- Mejor largometraje asiático, Corte en el Festival Internacional de Cine de Singapur, Silver Screen Awards 2014
- Mejor Guion, The Disciple en el Festival de Cine de Venecia, Festival de Cine de Venecia 2020
- Mejor guion, The Disciple en los 15th Asian Film Awards 2021